# 牛津能力分析
牛津能力分析（英語：Oxford Capacity Analysis，縮寫：OCA），是新興宗教山達基教免費提供的性向測驗。測驗由各地區山達基教會及其掩護機構提供於各類公眾活動中，現在於網路上亦可作答，通常以“免费人格测试”的名义招徕新成員。分析共有兩百道問題，故俗稱「兩百題性格測驗」（200-question）。它不是科學認可的測試，並受到許多心理學組織的批評，他們指出這不是真正的性格測試，而是山達基招募的重要組成部分，山達基教會在全球範圍內使用該測試來吸收新成員。
此測驗原為1953年起由教會職員茱莉亞·劉易斯（Julia Lewis）和瑞·肯普（Ray Kemp）基於“泰勒-約翰遜性格分析”改編而成的“美國性向分析”（American Personality Analysis），山達基教會隨後採用其測驗並改稱為现名。該測驗最初為內部使用，從1960年起，教會正式將其在南非約翰內斯堡投入使用來招募新成員。
招募工作者會使用心理操縱術和不道德的技術手法來推銷，其心理操縱手段之極緻曾造成1987年澳洲墨爾本皇后街大屠殺和2008年的卡雅·巴爾羅自殺。
由於英国牛津大學與此同名測驗毫無關係，故有人認為這個名字是想增加其可信度。這個名字現已成為山達基教會宗教技術中心的註冊商標。

## 説明
山達基對 OCA 的說明如下：

- 山達基邀請您進行 OCA 性向測驗，不需任何花費也沒有附加的條件。
- 你的人格特質決定了你的收入、你的未來、你的人際關係以及一生。
- 如果你對生活有所不滿，那麼可以藉此瞭解原因。

在一份名為「你的人格特質決定未來」的文件中，山達基這麼說：
對你的工作有所不滿？或許有其他職業更適合你。有婚姻問題？也許人格特質中的差異便是問題所在。總覺得身體不舒服？可能你的人格特質便是容易得病的那種。常常覺得緊張？找出是哪方面的人格特質影響而來。總是達不到目標？發現你真正的潛能。
《什麼是山達基》（1992 年版）一書，對 OCA 的說明如下：

- 這個測驗能評估待清新者（preclear）十種不同的人格特質，這些特質可以藉聽析明顯提昇、反應待清新者的成長。聽析能直接幫助待清新者變得更加穩定，更有活力且更為直率，這都可以由 OCA 的數據中獲得證實。
- 牛津能力分析以圖表方式展示 戴尼提 的成效。這份曲線圖最重要的用途是以 Expanded Dianetics 程序提昇特定個人特質，OCA 幫你探究心中深藏的偏差錯亂的根源，隨後可藉精準的聽析技術確認原因並去除。

## 問題樣本
OCA 由兩百個問題組成，你可以就「是」、「否」、「或許」擇一回答。以下節錄幾個標準問題：

- 3. 你會瀏覽火車時刻表、方向指示牌或字典來當作消遣嗎？
- 6. 你有時會無緣無故肌肉抽搐嗎？
- 30. 你常喜歡將夥伴最近的醜事告訴別人嗎？
- 59. 你認為無柵欄式的現代監獄注定會失敗嗎？
- 105. 你很少懷疑別人的行為嗎？
- 124. 你常會犯下不智的大錯嗎？

## 測驗結果的評估及展現方式
山達基在「關於此分析」的說明中提到：
牛津能力分析測驗（TM）有兩百道精心設計的問題，讓你深度瞭解自己的個人特質，是一份專業的個人特質測驗。本測驗將同時列出你的優缺點，優點是你可加以利用的，缺點則會蒙蔽你真正的潛力、阻擾你邁向快活的人生。測驗的結果將以附表般的圖表顯現，列出你二十種不同特質的程度。
而在「該怎麼獲知結果」一頁中，山達基寫道：
當你完成測試後，屬於你人格特質的圖表便立即列出。雖然圖表能列出各項特質的情形，但僅有受過訓練的分析員才能就每項特質之間的交互關係提供更深一層的分析。欲獲得完整專業的個人特質圖表分析，請與下一頁中最接近您所在地的山達基中心聯絡。完成 OCA 且由山達基的成員為你分析過後，你會拿到一份有你個人特質（包括穩定、快樂、鎮定、自信、活躍、積極、責任感、判斷能力、欣賞能力及溝通能力）的圖表。

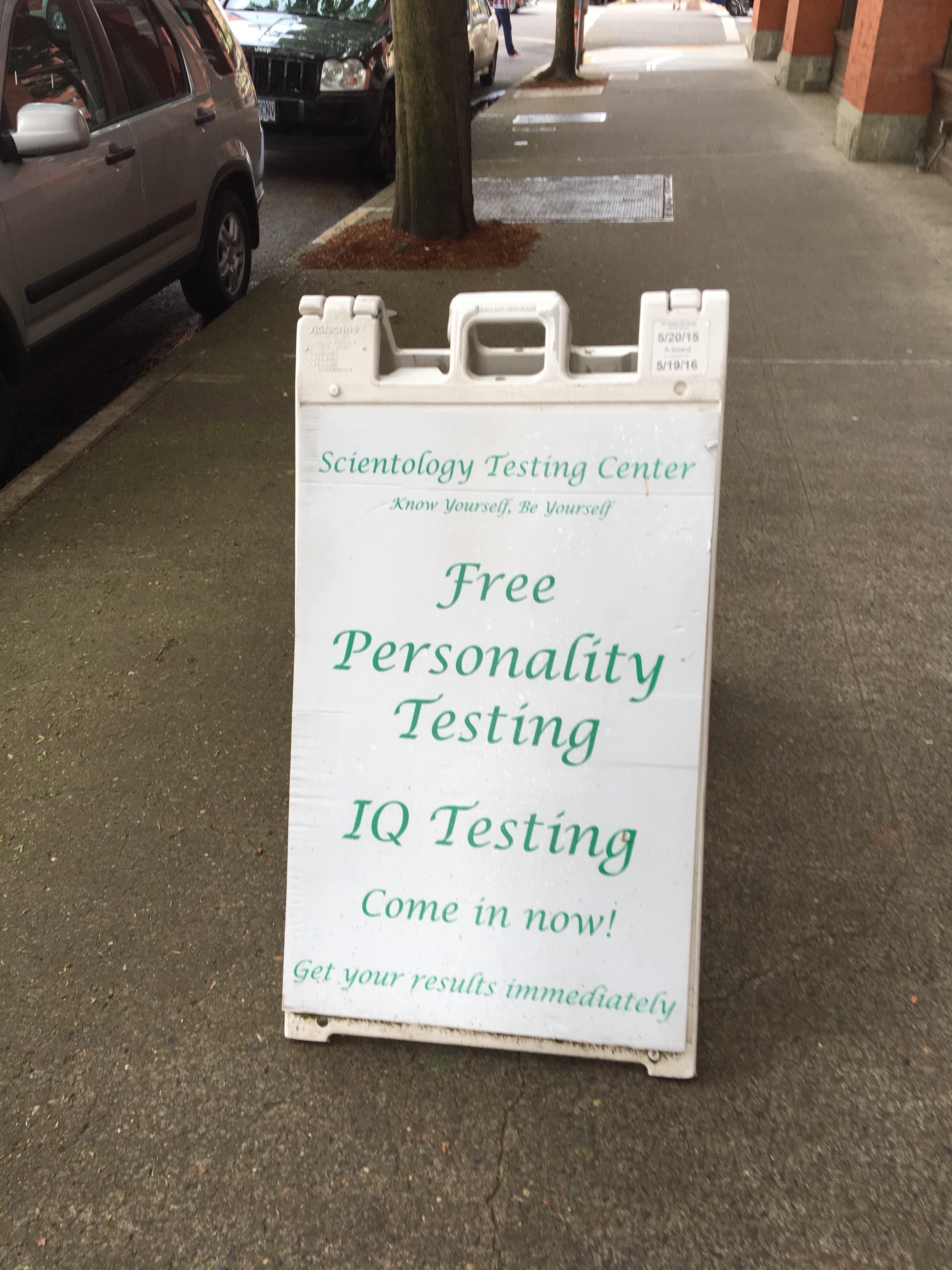
美國波特蘭的“免費性向測試”和“智商測試”廣告，通常測試招徠會隱瞞與山達基教的關聯。

此圖表上每項特質的範圍在 +100 至 -100 之間，劃分為三個主要區域：「很穩定」（+100 至 +30）、「普通」（+30 至 0）、「難以接受」（0 至 -100）。表中有兩塊灰色區域，包括淺灰的「一般狀況下正常」（大約在 +32 至 +6 之間）跟深灰的「需加留心」（約當 +6 至 -18 之間）。圖表下方說明在深灰色的地方代表「迫切需要留意」。
分數依據你在每個問題回答「是」、「否」及「或許」計算，很像你在雜誌中見到的測驗。例如，第三題閱讀時刻表的部分，可能答「是」會獲得六分、「或許」拿四分、「否」拿三分。每個問題的給分標準不一，不過最後圖表的繪製方式則沒有清楚公開。有人認為是山達基創始人羅恩·賀伯特自己決定每道題目的給分方式，因為他宣稱自己有此測驗的著作及修改權。但真實情況並無從得知。
OCA測驗常在教會以外的地方傳播，例如節慶、祭典及其他可以設置帳棚的活動處。在這些地方傳播的 OCA 測試，並不見得會告訴受測者其與山達基的關連，有時即便已預購課程者亦然；也有時候會提到戴尼提，但不見得會告訴受測者戴尼提與山達基之間的關連：戴尼提是山達基核心技術的一部分。
根據加拿大廣播公司《調查》（Enquête）節目《解密山達基》（Scientology's Medicine）一集，“牛津能力分析”的結果需要受測者親自前往山達基教會，由工作人員當場戲劇化地告知並將受測者推向淨化程式。

## 反面論點
1971 年，英國下議院要求對山達基相關行為進行學術研究，以便得知其所聲稱的療效是否屬實、教會是否對民眾造成威脅。此研究名為山達基訓練及效果調查報告，由John Foster爵士, K.B.E., Q.C.,M.P發表；1971 年 12 月由 Her Majesty's Stationery Office 在倫敦出版。在此報告的第五章中，Foster寫道：
由牛津能力分析的程序看來，我們會覺得那並非貨真價實的人格特質測驗；其展示出的結果與任何已知的人格評估及相關計分法皆大不相同。那本小冊子本身或許真能評出分數，但不是其圖表展示出的分數。手冊封面上的字句『由國際山達基哈伯德協會編輯製作』對人格特質評量來說也非常不適切 ——這類的測驗應透過細心調查發展而得，不是『編輯』出來的。因此，OCA 小冊子本身的可信度值得存疑。

沒有一位優良的心理學家會認同在街上發傳單、給路人一份『人格特質測驗』、然後用『不適當』、『無法接受』、或『迫切』需要留心等措辭回報結果的測驗程序。臨床上，治療師只會在極為謹慎、有充分支持、又有豐富醫病關係經驗的情形下，才會與病人討論其不適切的狀況。對負責任的專業測驗來說，實在難以想像會用無人性的機器告訴病人其特質有問題；這樣做可能是有害的，尤其對那些一開始就是被傳單吸引、習慣過度自省的人來說可能傷害更大。此測驗的目的看起來似乎是要說服這些人，讓他們認為自己需要接受山達基組織的矯正課程。
山達基評論家 Chris Owen 研究 OCA 後，提出一份名為《人格特質測驗》的報告（最後更新日期為 1997 年 2 月 10 日）。他的研究結論為：
看起來，這份人格特質測驗很明顯是：『作弊，讓山達基信徒以外的人獲得低分』、『沒有科學實證』、『某種程度上，預謀要讓受測者產生極度焦慮和擔心，策略應是對弱點下手。讓受測者參加昂貴的課程。』

## 争议

### 卡雅·巴爾羅之死
2008年3月28日，挪威下議院（Odelsting）副總裁奧拉夫·貢納爾·巴爾羅議員（Olav Gunnar Ballos）的女兒卡賈（Kaja Bordevich Ballo）在法國尼斯上學時，做了山達基教牛津能力分析測試。她的朋友和同房聲稱，她精神狀態良好，沒有跡象表明精神崩潰。該OCA分析報告說：「她很沮喪，不負責任的，輕易批評和缺乏和諧。」 幾個小時後，她從宿舍陽台上跳樓自殺，她留下一份說明，告訴她的家人，她抱歉「沒有一點好東西」。這事件起，朋友，家人和挪威著名政治家，對山達基教會，提出嚴厲的批評。國會議員，加馬特索基爾德森甚至說：「一切都指出，山達基邪教發揮了直接作用，令卡賈選擇結束她自己的生命。」
根據奧伊·韋爾森，「在挪威使用測試認證理事會」主席：「這種方法（牛津能力分析）不是根據任何現代人格理論。這違背所有的道德準則，也違背了我們所知道的人性發展。若它是有效果，必須把重點放在一個人擅於什麼，並從那裡建立起來。它正好相反。」
2009年4月22日，因為挪威議員之女自殺事件，三名記者接受牛津能力分析測驗，還在奧斯陸的山達基教堂之內秘密錄音。倆名穩定、對生活滿意的記者誠實答問題，一名假裝憂鬱。全體都被告知有個性問題，要上課程補救。 假裝憂鬱者被囑咐不要吃任何藥物。

### 澳大利亞
OCA也在澳大利亞昆士蘭受到嚴格審查。於1990年， 當一家布里斯班的人事管理公司給了他們壞的OCA評價後，幾十人失去了工作。「這種殘酷的詞彙，像性格暗殺一樣，讓僱主別無選擇，只有終止職務。」澳大利亞心理學學會譴責OCA為「徹頭徹尾的危險」，評論說：
我們已經看了他們的測試，如果你不知道，他們看起來像可信...這些試驗表示某人可以接受或不可接受，但實在其中沒有什麼讓您可以作出這樣的結論。假的是解釋 - 他們結論是任意的，根本沒有正當理由的。

## 站外連結

### 官方網站
- 山達基OCA測試高雄機構官方網站
  - 臺北中心官網
- 山達基中文官方網站
  - 山達基官方網站：OCA 的英文PDF版
  - 山達基官方網站：OCA 線上測驗版
  - 山達基官方網站：該怎麼獲知結果
  - 山達基官方網站：關於此分析
  - 山達基官方網站：你的人格特質決定未來

### 第三方分析
- John Foster 在1971創立OCA測試時的報告書
- “燒蛤行動”對“牛津能力分析”的解析和滿分標準答案（英文）——請注意，人格特質測驗在心理學上本應無對錯之分。此OCA測驗對錯由山達基教會定義。美國國會圖書館的存檔，存档日期2002-09-15
- Chris Owen 的“人格特質測驗”報告